# Långe Jan
Långe Jan (officielt Ölands södra udde, Ølands sydlige odde) er et fyrtårn på Øland. Det blev tændt første gang den 1. november 1785 efter en byggetid på næsten to år. Fyret er beliggende allersydligst på Øland og er et anduvningsfyr. Fyrtårnet var ved opførslen cirka 36 meter højt med en diameter på cirka 12 meter og med 197 trappetrin op til toppen. I dag er fyrtårnet 41,6 meter højt og er dermed Sveriges højeste. Långe Jan er byggnadsminne siden 1935.
Fyrets officielle navn er "Ölands södra udde". Fyrtårnets navn "Långe Jan" kan stamme fra det middelalderlige kapel Capella Beati Johannis eller Sankt Johannes (Jan), som lå ved det gamle fiskerleje Kyrkhamn ved Ølands sydlige odde. Kapellet blev revet ned efter reformationen og stenene anvendt til opførelsen af fyret. Et stenkors vest for vejen mellem Långe Jan og Ottenby kungsgård angiver stedet for det tidligere kapel.
Oprindeligt var fyret et åbent stenkulsfyr med et stenkulslager i de indre tre kamre; den øverste var tiltænkt personalet. Den nuværende lanterne og det nuværende system af linser er fra 1907. Fyrtårnet blev hvidpudset 1845, og på et tidspunkt i den sidste halvdel af 1800-tallet fik den sin ring, i begyndelsen rød for senere at blive ændret til sort. Elektricitet blev indlagt 1948, og i dag er fyret helautomatisk og ubemandet. Det er muligt at nyde udsigten fra platformen om sommeren.
I nærheden af fyrtårnet ligger Ottenby fågelstation, der drives af Sveriges Ornitologiska Förening, et naturum samt en restaurant.